# Clarisse Brèche
Clarisse Brèche (Albertville, 29 agosto 2001) è una sciatrice alpina francese.

## Biografia
Specialista delle prove tecniche originaria di Courchevel e attiva dal novembre del 2017, la Brèche ha esordito in Coppa Europa il 17 febbraio 2018 a Bad Wiessee in slalom speciale (42ª) e in Coppa del Mondo il 12 dicembre 2020 a Courchevel in slalom gigante, senza completare la prova; il 28 novembre 2022 ha conquistato a Mayrhofen nella medesima specialità il primo podio in Coppa Europa (3ª). Ai Mondiali di Saalbach-Hinterglemm 2025, sua prima presenza iridata, si è classificata 20ª nella combinata a squadre e non ha completato lo slalom gigante; non ha preso parte a rassegne olimpiche.

## Palmarès

### Coppa del Mondo
- Miglior piazzamento in classifica generale: 64ª nel 2025

### Coppa Europa
- Miglior piazzamento in classifica generale: 29ª nel 2023
- 2 podi:
  - 2 terzi posti

### Campionati francesi
- 1 medaglia:
  - 1 argento (combinata nel 2022)